# Franz Fischler
Franz Fischler (Absam, Àustria 1946) és un polític i professor universitari austríac que fou membre de la Comissió Europea entre 1995 i 2004.

## Biografia
Va néixer el 23 de setembre de 1946 a la ciutat d'Absam, població situada a la regió del Tirol. Va estudiar enginyeria agrícola a la Universitat de Ciències de l'Agricultura de Viena, on es va doctorar el 1978. Va treballar com a professor ajudant en aquesta universitat entre 1973 i 1979, i després per a la Cambra d'Agricultura del Tirol, per a ocupar finalment el lloc de director d'aquesta última entre 1985 i 1989.

## Activitat política
Membre del partit conservador Partit Popular d'Àustria (ÖVP), l'any 1989 fou nomenat Ministre Federal per a Agricultura i Silvicultura en el govern del canceller Franz Vranitzky, càrrec que ocupà fins al 1994. Des de 1990 és membre electe del Consell Nacional d'Àustria.
El 1995 fou nomenat membre de la Comissió Santer, esdevenint Comissari Europeu d'Agricultura i Desenvolupament Rural. Després d'ocupar el mateix càrrec en la interina Comissió Marín, el setembre de 1999 en la formació de la Comissió Prodi fou nomenat altre cop Comissari d'Agricultura així com Comissari Europeu d'Assumptes Pesquers i Marítims.